# Charge Composition Explorer
Il Charge Composition Explorer (CCE), a volte citato anche come Explorer 65 o AMPTE-1, è un satellite NASA non più attivo lanciato nel 1984 per lo studio delle particelle cariche presenti nella magnetosfera. L'apparato scientifico del satellite consisteva in cinque strumenti particolarmente potenti per misurare le caratteristiche degli elettroni e la composizione dei nuclei atomici la cui energia è compresa tra 0,4 e diverse centinaia di MeV.

## Contesto
Il CCE faceva parte del Programma Explorer ed era uno dei componenti della missione AMPTE (acronimo di Active Magnetospheric Particle Tracer Explorers), una missione congiunta degli enti spaziali americano, tedesco e britannico, di cui facevano parte anche il satellite tedesco IRM e quello britannico UKS. 
Gli obbiettivi della missione AMPTE erano quelli di studiare il modo in cui gli ioni costituenti il vento solare raggiungono la magnetosfera, il trasporto convettivo-diffusivo e l'eccitazione delle particelle della magnetosfera e le loro interazioni con i plasmi presenti nello spazio.
Oltre a questo la missione comprendeva il massiccio rilascio di ioni di bario e litio all'esterno della magnetopausa, nel vento solare, per poter poi tracciare le interazioni di quest'ultimo con la magnetosfera terrestre.
Per raggiungere questi obbiettivi furono utilizzati due satelliti principali, l'IRM e il CCE, e un subsatellite, l'UKS. Mentre tutti e tre erano dotati di strumenti atti allo studio delle sorgenti, del trasporto e dell'accelerazione degli ioni magnetosferici, per quanto riguarda la fase della missione che includeva il rilascio degli ioni, i tre satelliti avevano funzioni differenti. L'IRM, posto su un'orbita equatoriale ellittica con un apogeo di 100.000 km, aveva il compito di rilasciare gli ioni nel vento solare, mentre il CCE, posto su un'orbita simile a quella dell'IRM ma con un apogeo di 50.000 km, aveva lo scopo di studiare la circolazione degli ioni liberati. L'UKS, infine, era stato posizionato a poche centinaia di chilometri dall'IRM ed aveva lo scopo principale di aiutare nell'investigazione sia sui cambiamenti temporali e delle strutture spaziali nel plasma causati dagli ioni rilasciati dall'IRM che su quelli in corso nel naturale ambiente magnetosferico.

## Struttura
Il satellite aveva una forma quasi a parallelepipedo ed era corredato da quattro pannelli solari che gli fornivano una potenza di 140 W e da un supporto lungo 2,4 m alla cui estremità era posto un magnetometro. Una volta messo in orbita, in particolare in un'orbita equatoriale ellittica, il satellite era stabilizzato utilizzando la tecnica di stabilizzazione di spin, una tecnica di stabilizzazione passiva nella quale lintero veicolo ruota su se stesso in modo che il suo vettore di momento angolare rimanga pressoché fissato nello spazio inerziale. Il movimento di rotazione è stabile se il
satellite gira attorno all'asse che ha momento d'inerzia massimo. Nel caso del CCE, tale asse era posto sul piano equatoriale e la velocità di rotazione era pari a 10 rpm, mentre il controllo d'assetto era garantito da bobine magnetiche e da propulsori a gas.

## Strumentazione scientifica
Come detto in precedenza, il CCE era dotato di cinque strumenti scientifici atti a studiare la composizione delle particelle presenti nella magnetosfera all'interno di uno spettro di energia molto ampio, nonché tutti i cambiamenti che le interessano, in modo da identificare i processi chiave alla base della loro eccitazione, del loro movimento e della loro scomparsa. Scopo del CCE era anche quello di rilevare e tracciare gli ioni di litio rilasciati dalla IRM nel vento solare e trasportati nella magnetosfera.
- L'esperimento HPCE ("Hot Plasma Composition Experiment") includeva uno spettrometro di massa progettato per lo studio di ioni con energia inferiore a 17 keV e  uno strumento composto da otto spettrometri per misurare elettroni la cui energia è compresa tra 50 eV e 25 keV suddividendoli in 8 bande di energia;[8]
- L'esperimento MEPA ("Medium Energy Particle Analyze") per studiare lo spettro e la composizione delle particelle della magnetosfera aventi energia per nucleone compresa tra 10 keV e 6 MeV;[9]
- L'esperimento CHEM ("Charge-Energy-Mass Spectrometer") per la misura della massa, della carica e dell'energia di ioni aventi massa atomica compresa tra quella dell'idrogeno e quella del ferro ed energia compresa tra 0,3 e 300 keV;[10]
- L'esperimento PWE ("Plasma Wave Experiment") per la misura di onde di plasma su cinque frequenze diverse;[11]
- L'esperimento MAG ("CCE Magnetometer"), ossia un magnetometro fluxgate triassiale montato su un braccio lungo 2,4 m.[12]

## Lancio e operatività
Il CCE è stato lanciato il 16 agosto 1984 assieme agli altri due satelliti della missione AMPTE grazie ad un razzo Delta 3924 partito dalla base di lancio di Cape Canaveral, in Florida. Dopo essere stato posto su un'orbita equatoriale ellittica con perigeo di 1.100 km e apogeo di circa 50.000 km, il satellite ha iniziato il proprio lavoro congiuntamente all'IRM e all'UKS. All'inizio del 1989, però, il CCE ha iniziato ad avere problemi al modulo di controllo e al sistema di raccolta di energia che hanno infine portato alla completa perdita di contatto con il satellite il 12 luglio 1989.